# Carmen Del Moral

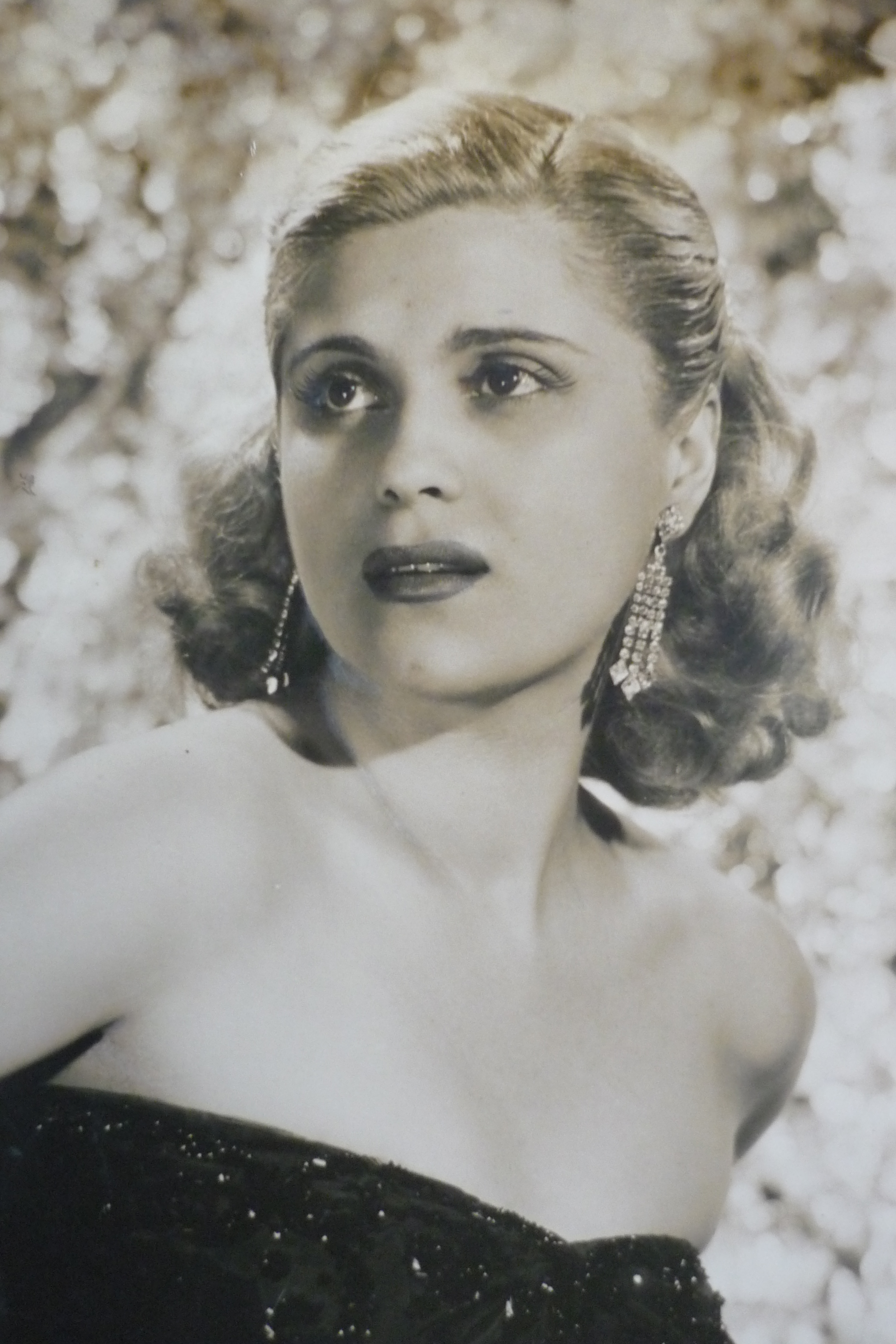
Carmen Del Moral

Carmen Del Moral (Nélida de los Santos; * 12. Juli 1920 in Buenos Aires; † 6. Dezember 1991) war eine argentinische Sängerin und Schauspielerin.

## Leben und Wirken
Del Moral debütierte 1936 bereits unter ihrem Künstlernamen bei Radio El Mundo. Sie blieb vier Jahre bei dem Sender, danach trat sie außerdem auch bei Radio Splendid auf. Ihr Filmdebüt hatte sie 1939 in Manuel Romeros Muchachas que estudian neben Enrique Serrano, Sofía Bozán, Delia Garcés, Pepita Serrador, Alicia Vignoli und Alicia Barrie, wo sie, begleitet von Francisco Canaros Orchester, die Tangos Como las aves und Tango amigo sang. In den Folgejahren hatte sie noch Rollen in mehreren Filmen Romeros. Als Bühnenschauspielerin trat sie in Revuen von Antonio De Bassi mit José Ramírez, Antonio Pratt und Roberto García Ramos, ihrem späteren Ehemann, und mit der Theaterkompanie von Carlos A. Petit auf und gastierte in Uruguay (u. a. am Teatro 18 de Julio mit Juan Carlos Mareco), Chile, Peru und Brasilien.
1940 nahm Del Moral mehrere Tangos beim Label RCA Victor auf. Ebenfalls für RCA Victor entstanden in Chile Aufnahmen mit Porfirio Díaz und Alfredo Manuele. Mit Romeo Gavioli nahm sie beim Label Sondor den Tango Tal vez sí, tal vez no auf. Nach zwanzigjähriger Pause trat sie in Hugo del Carrils Film La calesita auf und sang dort den Tango La morocha.

## Filmografie
- 1939: Muchachas que estudian (mit Enrique Serrano, Sofía Bozán, Delia Garcés, Pepita Serrador, Alicia Vignoli und Alicia Barrie)
- 1940: Isabelita (mit Paulina Singerman, Sofía Bozán, Juan Carlos Thorry und Tito Lusiardo)
- 1940: Luna de miel en Río (mit Niní Marshall, Tito Lusiardo, Enrique Serrano und Juan Carlos Thorry)
- 1941: Los muchachos se divierten (mit Enrique Serrano, Charlo, Sofía Bozán, Sabina Olmos und Marcelo Ruggero)
- 1942: Elvira Fernández, vendedora de tiendas (mit Paulina Singerman, Juan Carlos Thorry, Tito Lusiardo, Sofía Bozán und Elena Lucena)
- 1943: El fabricante de estrellas (mit Pepe Arias, Alicia Barrié, Tito Luisardo und Osvaldo Miranda)
- 1943: La calle Corrientes (mit Tito Luisardo, Elena Lucena, Severo Fernández und Alberto Anchart)
- 1962: La calesita (mit María Aurelia Bisutti, Floren Delbene, Fanny Navarro, Mario Lozano und Beba Bidart)